# 31513 Lafazan
31513 Lafazan è un asteroide della fascia principale. Scoperto nel 1999, presenta un'orbita caratterizzata da un semiasse maggiore pari a 2,4083277 UA e da un'eccentricità di 0,1395491, inclinata di 7,84152° rispetto all'eclittica.